# Correo de Mallorca
Correo de Mallorca fue un diario en español publicado en Palma de Mallorca entre 1910 y 1953.

## Historia
Fue fundado en 1910 en Palma de Mallorca, como un diario de corte católico e integrista. Propiedad del Obispado de Mallorca, a lo largo de su existencia el  Correo de Mallorca tuvo una cierta presencia en la isla. Sobrevivió a la Guerra civil, pero posteriormente entró en una profunda crisis económica. Consecuencia de esta situación en 1953 se fusionó con el diario La Almudaina, dando lugar al contemporáneo Diario de Mallorca.